# Hugo Wagner (Architekt)

Hugo Wagner

Hugo Wagner (* 29. Juni 1873 in Wittgirren, Landkreis Insterburg; † 22. Februar 1944 in Insterburg) war ein deutscher Architekt.

## Leben
Wagners Eltern waren Auguste und Bernhard Wagner. 1894 schloss er das Realgymnasium ab. Er studierte an der Technischen Hochschule (Berlin-) Charlottenburg und anschließend bis 1898 an der Technischen Hochschule Hannover und der Technischen Hochschule Karlsruhe. Er wurde während des Studiums Mitglied der Burschenschaft Vandalia Charlottenburg und der Karlsruher Burschenschaft Ghibellinia im ADB. 1898 kam Wagner nach Bremen, um eine Hilfsstelle an den Technischen Staatslehranstalten anzutreten. Am 22. Juli 1900 stellte er ein Gesuch an die Behörde, von seiner Position als Lehrer beurlaubt zu werden, um als Hochbauinspektor beim Neubau des St.-Jürgen-Asyls (Klinikum Bremen-Ost) zu arbeiten. Im Juli 1900 heiratete er Else Bücking (* 1876), eine Tochter von Baudirektor Hermann Bücking.
1903 eröffnete Wagner sein eigenes Architekturbüro – wohl auch, um seinen architektonischen Vorstellungen wie Verzicht auf Verzierungen und die Reduzierung auf das Minimale konsequenter folgen zu können. 1906 begann die Zusammenarbeit mit dem Unternehmer Ludwig Roselius zum Neubau der Kaffee-Hag-Fabrik am Holz- und Fabrikenhafen.
Seit 1907 war Wagner Teilhaber der Firma H. Wagner, Lotz & Schacht. Im Ersten Weltkrieg beteiligte er sich aktiv am Wiederaufbau in Ostpreußen, dazu wurde er 1915 als Bezirksarchitekt in Johannisburg ansässig und tätig.
Zwischen 1930 und 1940 war Wagner in Berlin bei der Deutschen Akademie für Wohnungswesen und als Reichskommissar für den sozialen Wohnungsbau zuständig.
Er starb 1944 in Ostpreußen und wurde im Familiengrab in Stagutschen (Wolodarowka) bestattet.

## Werke
- 1900: Mitarbeit am St.-Jürgen-Asyl für Geistes- und Nervenkranke, heute Klinikum Bremen-Ost[2][3][4]
- 1903: Grabanlage Bergfeld in Bremen, Riensberger Friedhof, Feld AA 402-407 (im Muschelkalk inschriftlich signiert)
- 1903: Hühnerzuchtanstalt mit Holzanbau und Zentralheizung für Alexander Theye in Bremen, Lindenweg 30 (nicht erhalten)[3]
- 1903: Umbau des Hofmeierhauses lken in Bremen, Rockwinkeler Landstraße 35[5][3]
- 1903: Friedhofskapelle in Bremen, Oberneulander Landstraße 41[3]
- 1904: Haus Bätjer in Bremen, Leher Heerstraße 16
- 1905: Wohn- und Geschäftshaus in Bremen, Parkallee 21[3]
- 1905: Landhaus in Bremen, Basdahlerstraße 11 (nicht erhalten)[3]
- 1905: Säuglings- und Kinderheim der Jutespinnerei in Bremen, Nordstraße 270 (1954 abgebrochen)[3]
- 1905: Wasserturm in Bremen-Walle (nur Fundament erhalten)[2][3][6]
- 1905–1906: Kleinkinderschule in Rotenburg (Wümme), Lindenstraße[3]
- 1906: Fortbildungsschule mit Turnhalle in Osterholz-Scharmbeck, Lindenstraße 55[3]
- 1906–1907: Kaffee-Hag-Fabrik (Werk I) in Bremen, am Holz- und Fabrikenhafen[7][2][3]
- 1906–1907: Landhaus Tack in Bremen, Schwachhauser Heerstraße 337[2][8][3]
- 1906–1907: Wohnhaus Hugo Wagner (mit Gartenpavillon) in Bremen, Brahmsstraße 1 / Georg-Gröning-Straße (1972 abgebrochen)[2][3][9]
- 1906: Wohnhaus Müller in Bremen-Rockwinkel, Mühlenfeldstraße 48[3]
- 1906: Bauernhaus für die Kaligesellschaft auf der Wanderausstellung der Deutschen Landwirtschaftsgesellschaft[3]
- 1907: Wettbewerbsentwurf für Arbeiterhäuser an der Scharnhorststraße und der Schenkendorffstraße in Bremen, für die Eugen-Kulenkamp-Stiftung[10][11]
- 1907: Wohnhaus Wachhausen in Bremen, Brahmsstraße 3[12][2][3][9]
- 1907: Haus Bücking für Oberbaudirektor Bücking in Bremen, Brahmsstraße 5[2][3][9]
- 1907: Mehrfamilienhaus Georg-Gröning-Straße 56 in Bremen[3]
- 1907: Landhaus für Dr. Smidt in Bremen, Bürgermeister-Spitta-Allee 38, ehemals Vahrerstraße 377 (Gartenanlage von Christian Roselius; 1987 abgebrochen)[3][11]
- 1907: Anbau an Beamten-Wohnhäuser der Delmenhorster Linoleumfabrik „Ankermarke“ in Delmenhorst, Mühlenstraße[3]
- 1907: Turnhalle Deichhorst in Delmenhorst, Kantstraße 39[3]
- 1907: Grabanlage der Gräfin Egloffstein in Stolp (Pommern)[3]
- 1907: Kreishaus Osterholz in Osterholz-Scharmbeck, Rübhofstraße 4 (heute Grundbuchamt)[3]
- 1907–1908: Wohnhausgruppe Hohenlohestraße 20–22 in Bremen
- 1907–1908: Bahnhof Stuhr[13][14][3][11]
- 1907–1908: Bahnhof Kirchhuchting (nicht erhalten)[3][11]
- 1907–1908: Bahnhof Moordeich (1983 abgebrochen)[3][11]
- 1908: Wohnhaus für Oberlehrer Pflüger in Delmenhorst, Bismarckstraße[3]
- 1908: Wohnhaus für Dr. Schulze-Smidt in Bremen, Georg-Gröning-Straße 37[3]
- 1908: 36 Doppelhäuser für die Arbeitersiedlung Einswarden[3][11]
- 1908–1909: Fortbildungsschule in Varel, Moltkestraße 11 (leicht verändert erhalten)[3]
- 1909: Grabmal Bätjer in Bremen, auf dem Riensberger Friedhof, Feld T 91[3]
- 1909: Landhaus für Dr. Spitta in Bremen, Kirchbachstraße 107 (im Zweiten Weltkrieg zerstört)[3]
- 1909: Sparkasse in Delmenhorst, Bahnhofsstraße[3]
- 1909: Landgut Tecklenburg, Gut Gothard in Rotenburg (Wümme), Verdener Straße (1976 teilweise, 1988 vollständig abgerissen)[3]
- 1909–1910: Landhaus Delius in Versmold, Kämpenstraße 4 (abgebrochen)[3]
- um 1910: Wohnhaus für den Ingenieur Erich Hettner (Bohrmaschinenfabrik Hettner) in Bad Münstereifel[15]
- um 1910: Landhaus für Freiherr von dem Bussche (nur Entwurf?), vielleicht Alternativentwurf zum Landhaus von dem Bussche[16]
- 1910: Grabanlage Taaks in Bremen, auf dem Riensberger Friedhof, Felder EE 113–117, EE 132–138, EE 154–155, EE 258[17]
- 1910: Arbeitersiedlung in (Bremen-) Burg-Grambke, im Bereich Hüttenstraße (zwischen 1954 und 2007 vollständig abgerissen)[18][3][19]
- 1910–1911: Landhaus Halbrock in Bielefeld-Hillegossen, Bielitzer Straße (heute Jugendzentrum)[3]
- 1912: Städtische Haushaltungs- und Gewerbeschule Stade, Wiesenstraße 16[20]
- 1914: Sommerhaus Ficke in Weißenberg (Driftsethe), heute Teil von Gut Wittenborgh
- um 1918: Grabmal Bücking in Bremen, auf dem Riensberger Friedhof, Feld W 149 (Zuschreibung ungesichert)[3]

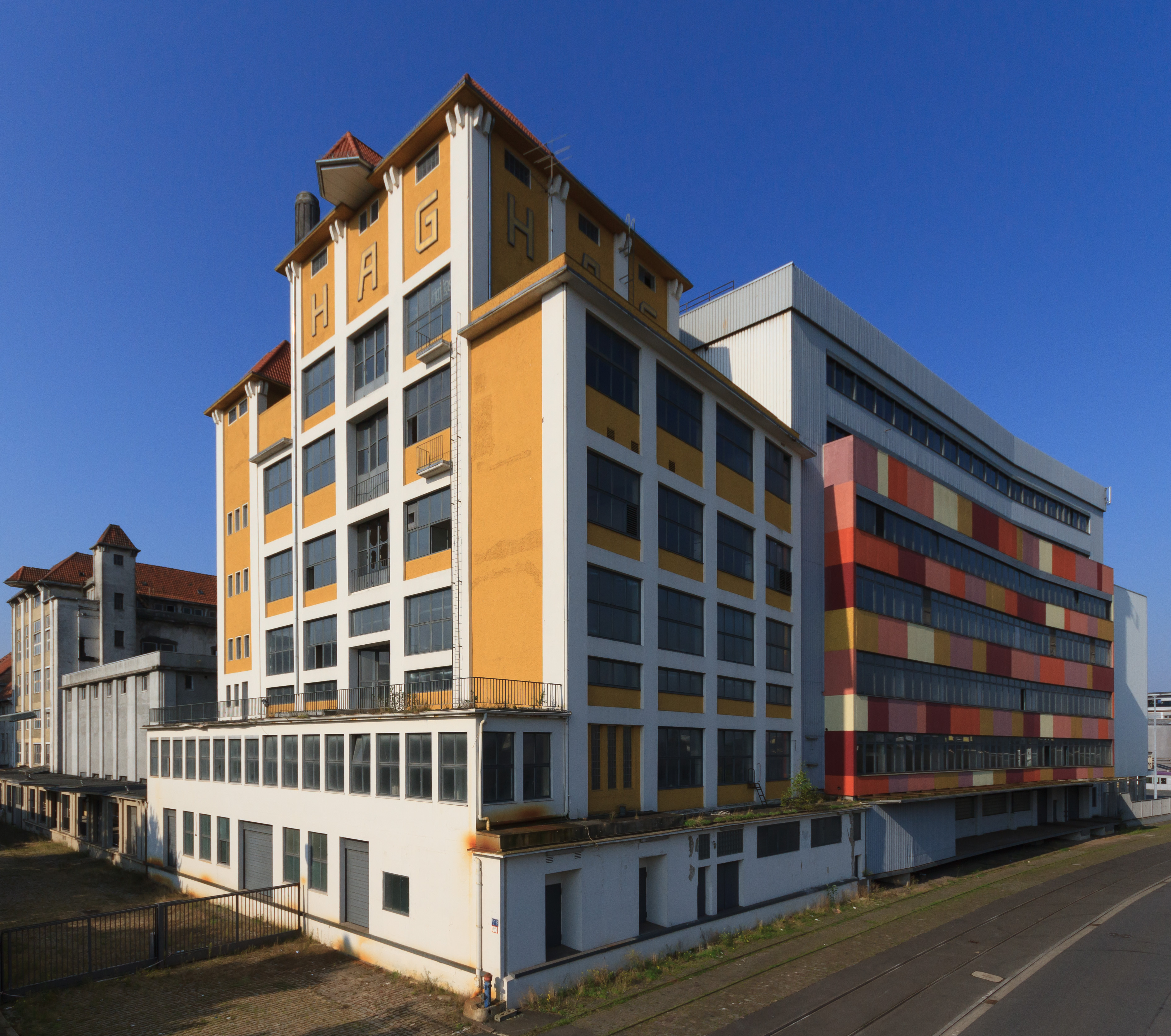
Kaffee-HAG-Werk I in Bremen, Hagstraße 3
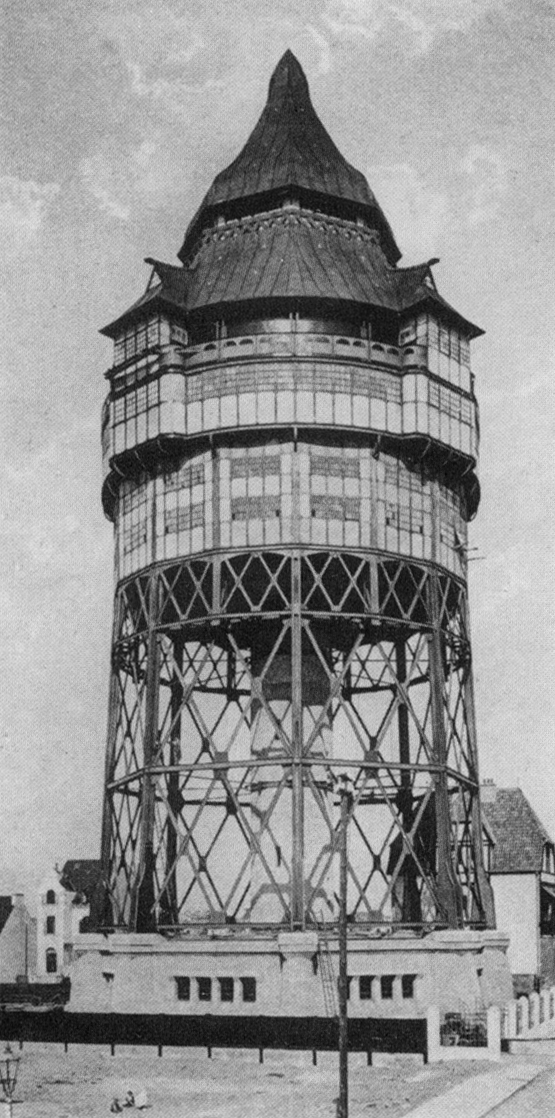
Wasserturm in Bremen-Walle
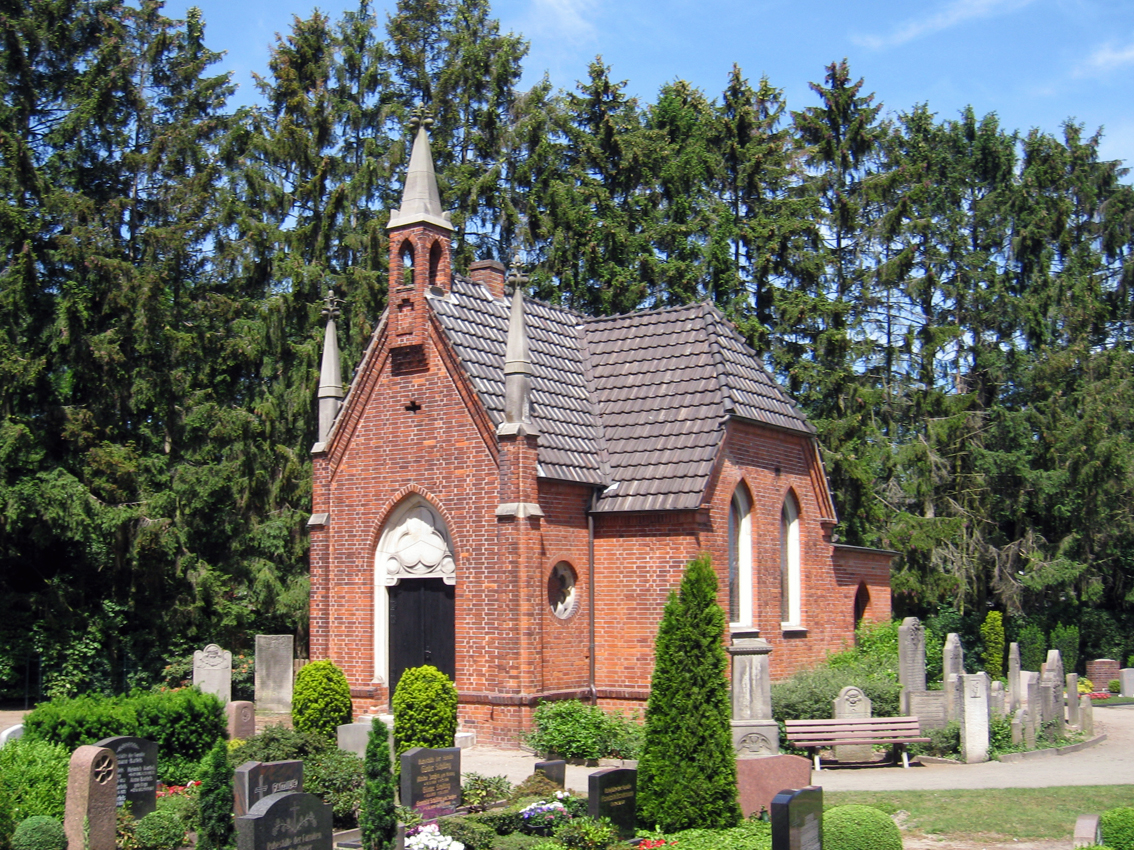
Kapelle auf dem Friedhof der Kirche in Bremen-Oberneuland
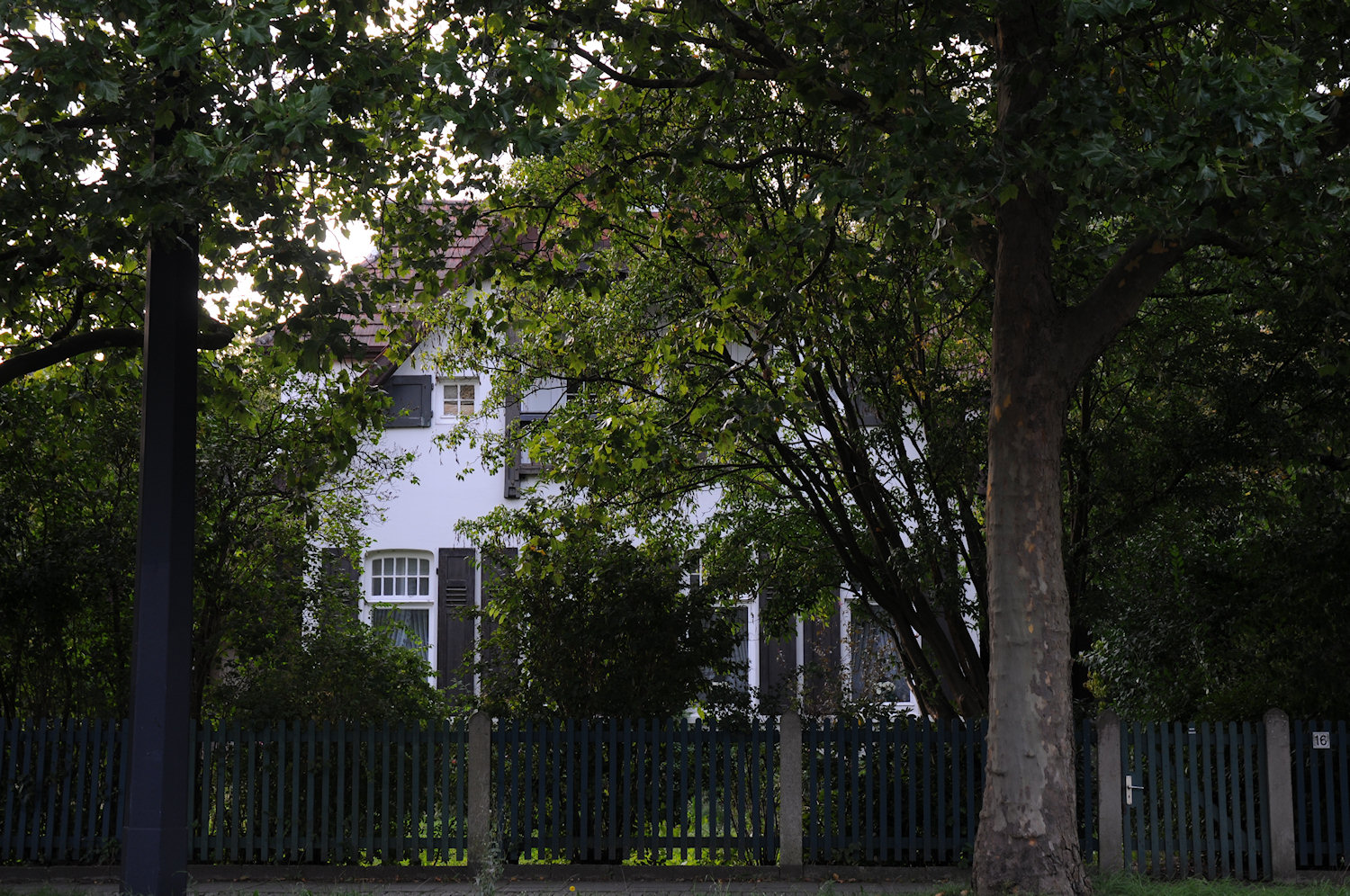
Landhaus Bätjer
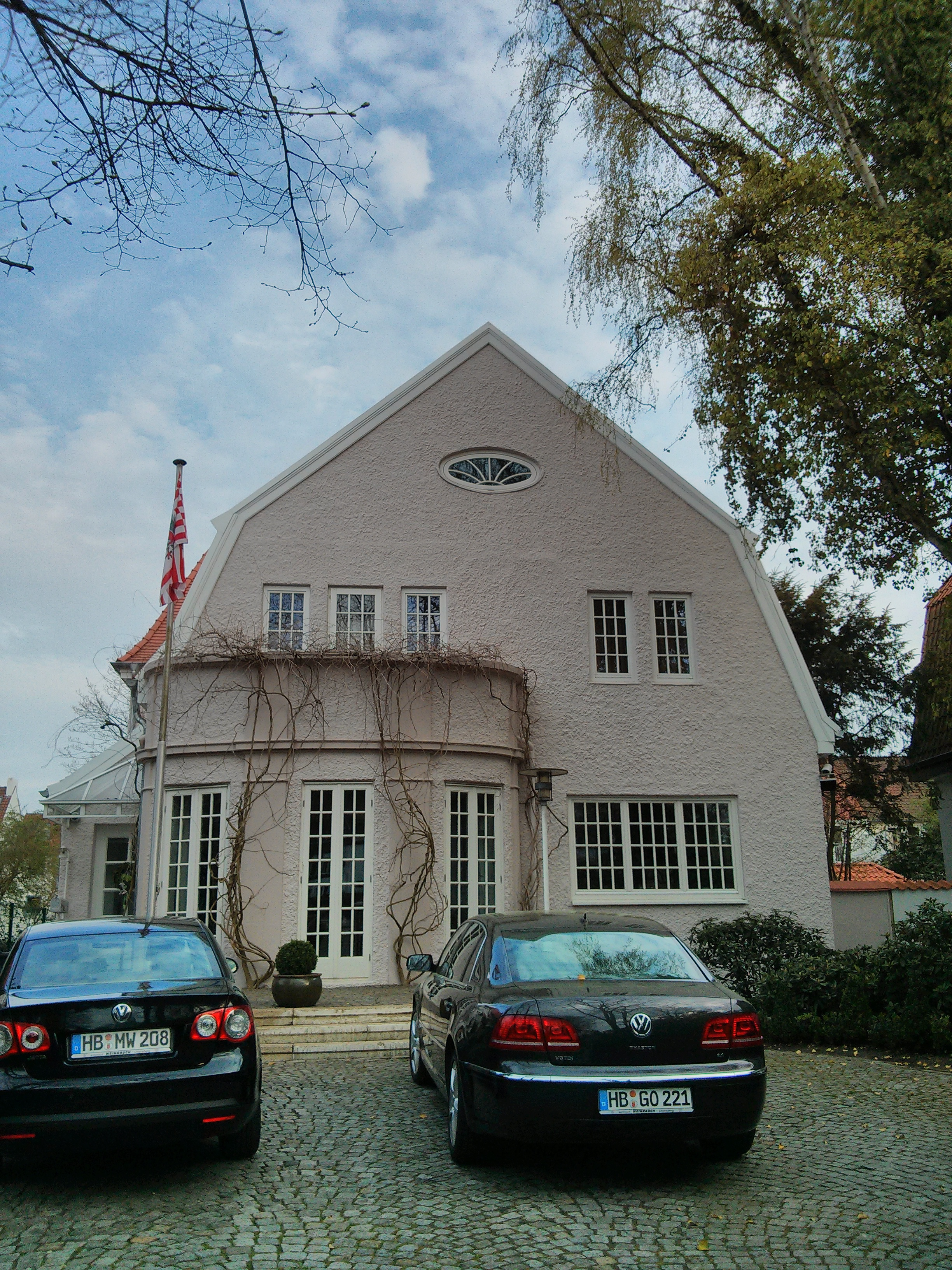
Landhaus Tack
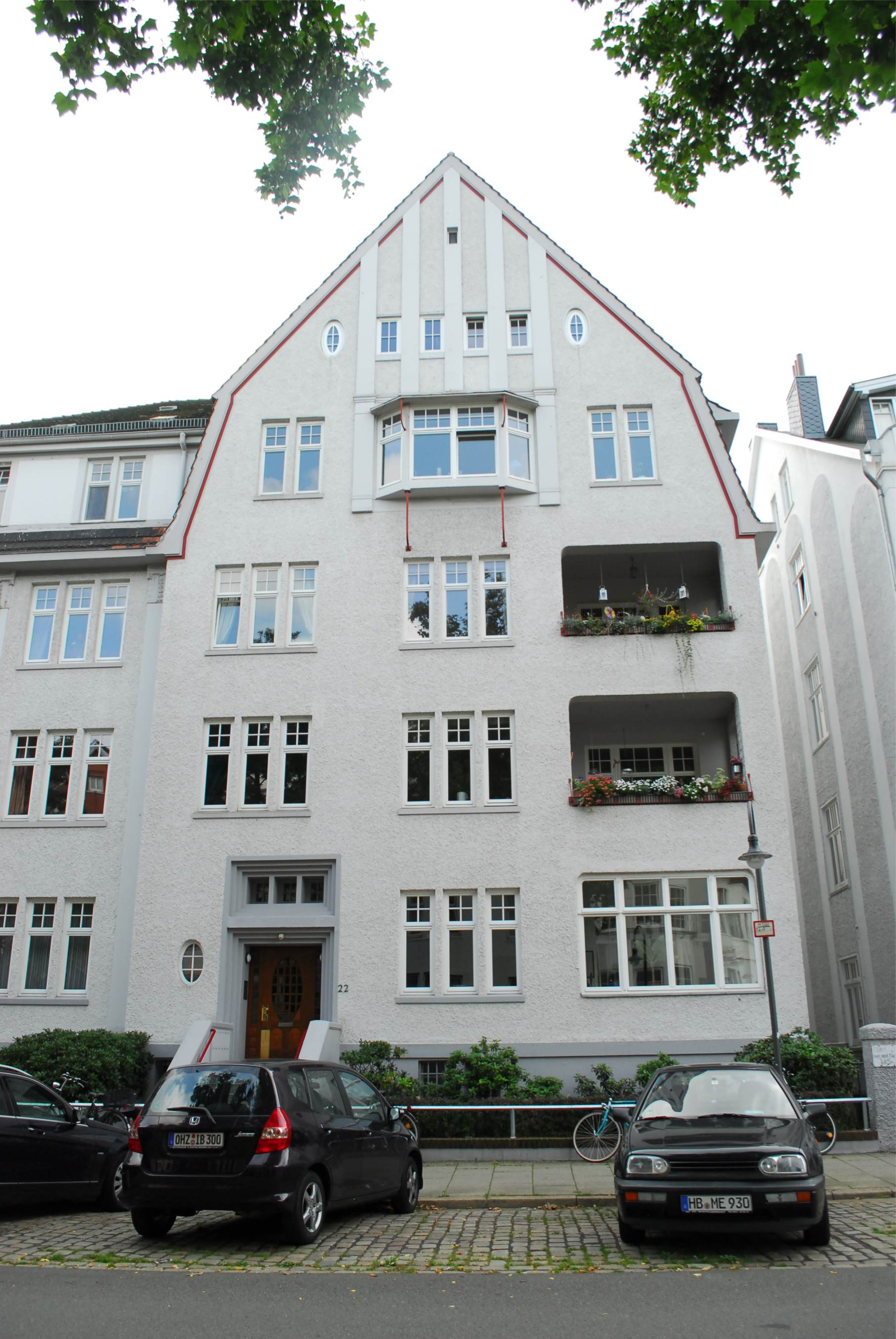
Bremen, Hohenlohe Straße 22
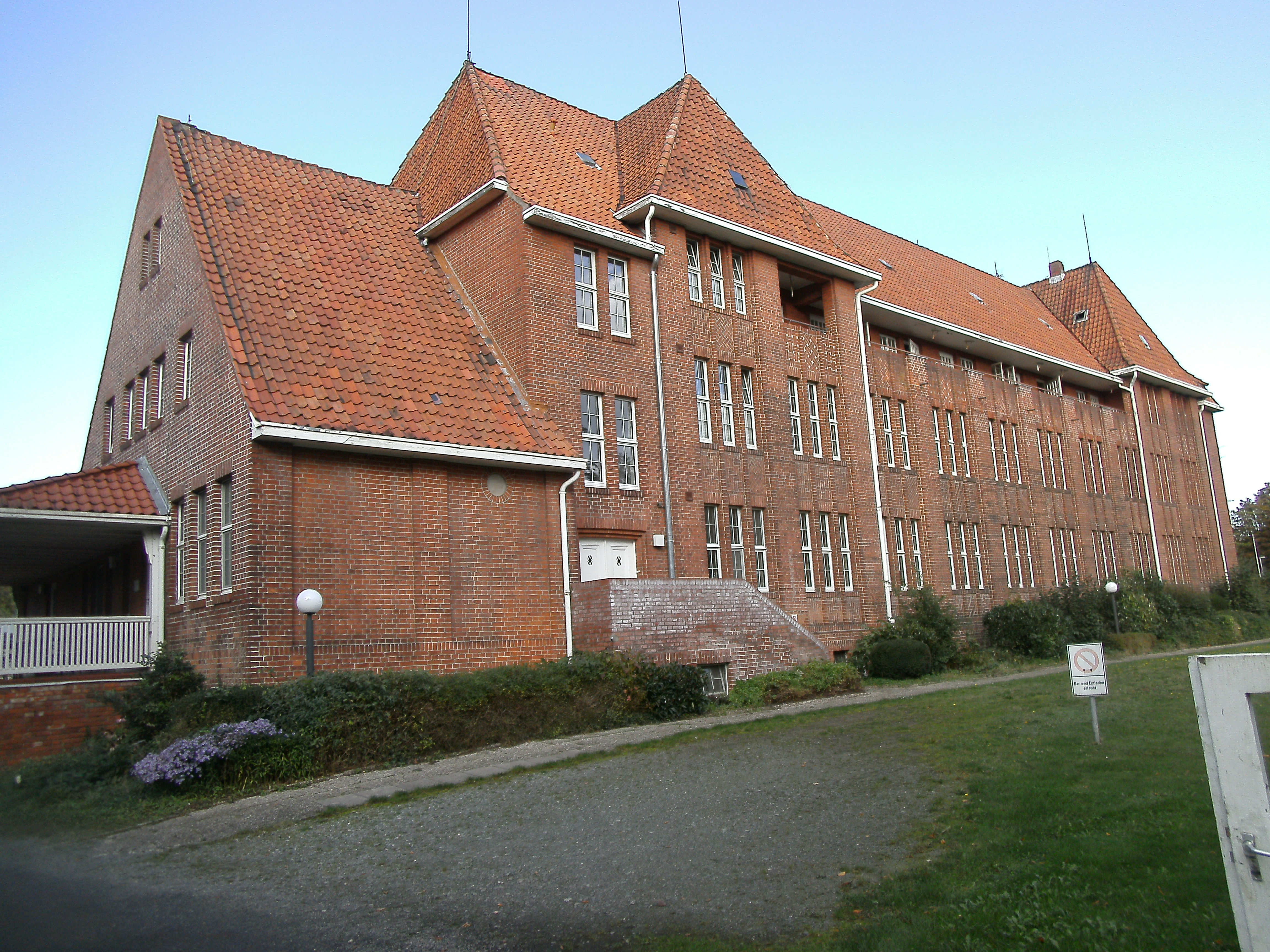
Städtische Haushaltungs- und Gewerbeschule Stade, Wiesenstraße 16
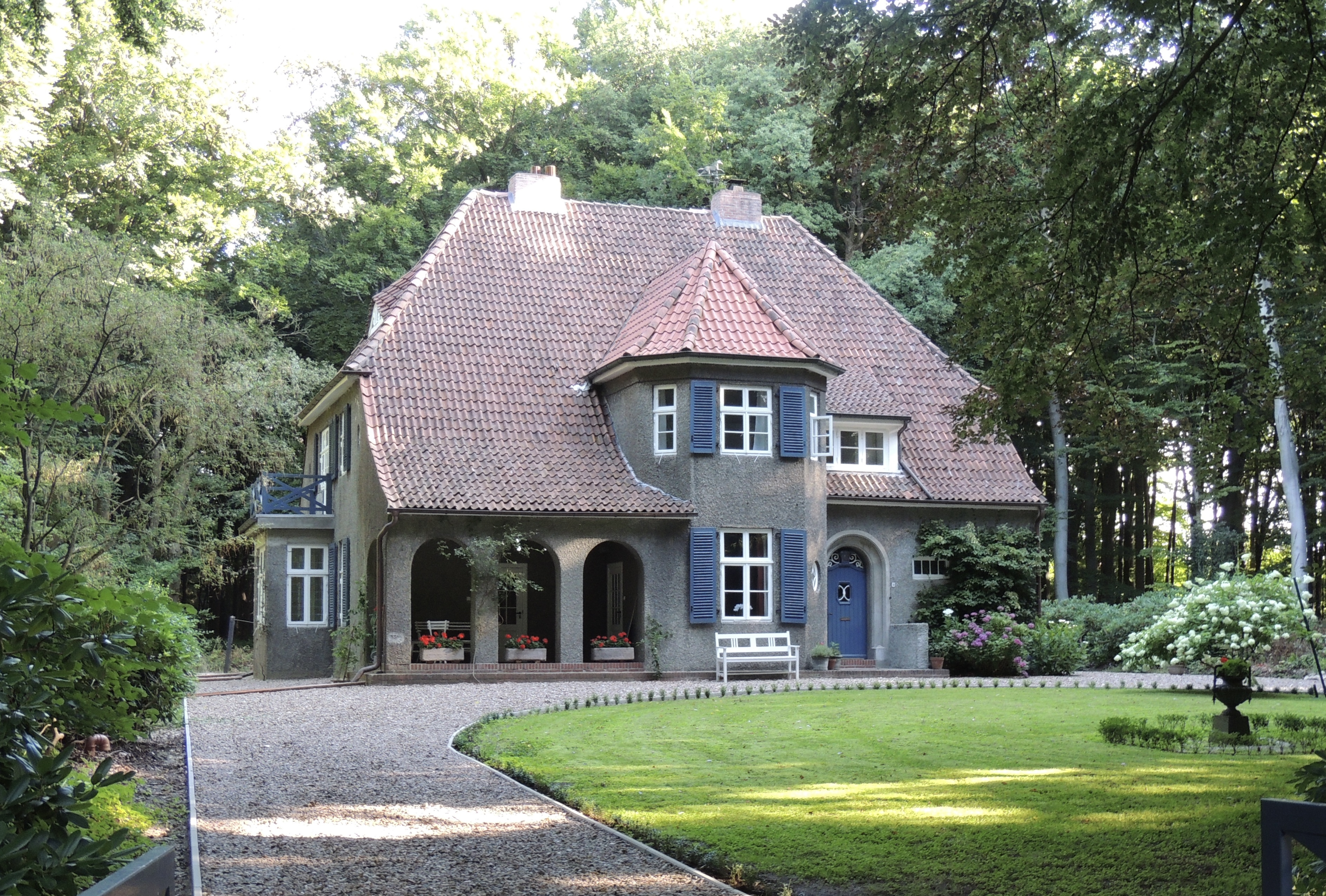
Villa Landgut Wittenborgh (1914)